# 董仲舒石像
董仲舒石像，位于中国河北省衡水市前旧县，为衡水市枣强县的一个省级文物保护单位，类型为石刻，公布时间为1982年7月23日。
董仲舒石像的历史年代为明代。